# بیل چیزبورگ
ویلیام برنارد چیزبورگ (انگلیسی: William Bernard Cheesbourg؛ زادهٔ ۱۲ ژوئن ۱۹۲۷ در توسان، آریزونا، درگذشتهٔ ۶ نوامبر ۱۹۹۵ در توسان، آریزونا) رانندهٔ مسابقات اتومبیل‌رانی فرمول یک اهل ایالات متحده آمریکا بود که از فصل ۱۹۵۶ تا ۱۹۵۹ در مجموع در چهار گراند پری شرکت کرد، اما موفق به کسب هیچ امتیازی نشد.
چیزبورگ در ۶ نوامبر ۱۹۹۵ بر اثر ابتلا به سرطان در توسان، آریزونا درگذشت.